# Одеські незалежні
Оде́ські незале́жні — це художнє авангардне угрупування, яке на початку ХХ століття складалося переважно з одеських митців. Незалежні дотримувались різних напрямків та течій, не визнавали журі та проголошували творчу незалежність. На роботи митців впливала творчість майстрів кубізму, фовізму, футуризму та німецького експресіонізму.

## Історія створення
Початок ХХ століття відзначився руйнуванням канонів у мистецтві, пошуком нових форм і бурхливим народженням варіативних модерністських течій. В Одесі довгий час центром мистецького життя залишалося сформоване в 1890 році Товариство південноросійських художників (ТПРХ), яке було найбільшим творчим об'єднанням на території України в кінці ХІХ — початку XX ст.
ТПРХ відзначався консервативністю, але журі товариства брало на виставки не тільки суто реалістичний живопис, але і роботи, в яких відчувалися нові віяння. На виставці 1907 р так званих «модерністів» було навіть відведено окремий зал. І все ж з року в рік виставки ТПРХ здавалися все менш цікавими — і не тому, що падав рівень майстерності, а тому, що був відсутній рух вперед.
Монополія ТПРХ під час організації виставок і диктат журі при відборі робіт не влаштовували багатьох. Ще навесні 1896 р. три колишніх вихованці Одеської малювальної школи — живописець Соломон Кишинівський і скульптори Яків Бродський і Іван Паоліні організували самостійну виставку, яка була альтернативою «південноросійських».

### Перші виставки незалежних
Наприкінці 1909 року після I Салону В. Іздебского молоді одеські художники вирішили влаштувати свою власну виставку. Молоді тісно було в рамках застарілих правил, до того ж, важко пройти відбір журі ТПРХ. «Весняна виставка картин гуртка молодих художників» стала першою спробою об'єднання нових творчих сил. Вона відбулася 17 квітня 1909 року в самому центрі міста, на вулиці Дерибасівська, в двох кімнатах приватного приміщення. За газетними відгуками можна зрозуміти, що експозиція аж ніяк не була авангардистською: «Імпресіонізм панує на цій виставці». Організатором виставки був художник та журналіст Микола Павлушков.
Друга весняна виставка картин «об'єднаних» 1913 року проходила з 20 квітня до 19 травня в трьох кімнатах того ж приватного приміщення на Дерибасівській. Організаторами виступили молоді художники П. Волокідін, П. Нітше, В. Кріхацкій та поет К. Подоводскій. Як і перша виставка 1909 року, вона була покликана підтримати молодих художників і проходила за відсутності журі. Критики відзначали, що це була спроба організувати щось на зразок паризького Салону незалежних. З колишніх учасників залишилися тільки четверо: П. Волокідін, В. Дунаєвський, І. Нікіфоров і І. Штефман. Зате з'явилися імена В. Бабаджана, Н. Кальвінського (Лисенкова), В. Крихацького, І. Маліка, А. Нюренберга та інших майбутніх активістів Товариства незалежних художників.
Молодіжна виставка картин, яка відкрилася у Міському музеї образотворчих мистецтв восени 1916-го року, знову привернула загальну увагу. Критики називали її виставкою «весенників», «об'єднаних», нарешті, за аналогією з паризьким «Салоном незалежних», охрестили її «виставкою незалежних». Підсумок підвів близький колу «незалежних» художник і критик Микола Скроцький: «Виставку можна вважати безумовно вдалою і утворення нового художнього суспільства — безсумнівний факт» (3). Можна говорити про дійсне виникнення в Одесі наприкінці 1916 року нового творчого об'єднання, однак документально воно затвердилось тільки на початку наступного року: осіння виставка 1917-го вже офіційно називалася виставкою Товариства незалежних художників. Назва не претендувала на оригінальність — в ньому була пряма вказівка на спадкоємність по відношенню до знаменитого французького Суспільства незалежних художників, яке об'єднувало митців новітніх течій і організовувало виставки без попереднього відбору робіт журі. Точна дата народження нового суспільства відсутня, про час створення товариства і про його представників можна судити тільки за газетними публікаціями і каталогами виставок.
Найбільш ймовірний час заснування товариства, таким чином, — лютий-березень 1917 року. Очолив «незалежних» М. Гершенфельд, секретарем і скарбником став В.Кріхацкій. Серед провідних фігур — Г. Бострем, А. Нюренберг, С. Олесевіч, Сандро Фазіні (А. Файнзільберг), Т. Фраерман.
Створення нової спільноти митців стало у якійсь мірі Создание нового общества художников стало у деякій мірі вимушеним кроком, оскільки молоді складно було пройти відбір журі, що було орієнтовано на суто реалістичне зображення в мистецтві. Їм не вистачало професійного досвіду, а для отримання цього досвіду необхідна була саме участь у виставках. Молоді художники намагались співпрацювати з південноруськими, але щастило небагатьом.
На жаль, керівництво ТПРХ вторований шлях і не вітало нововведень, які так вабили молодь. Стало зрозуміло, що в рамках ТПРХ об'єднання неможливе, і до кінця 1916 р молоді художники, які опинилися «поза законом» у південноноруських, приступили до створення власного суспільства. «Незалежні» багато в чому змінили місцеве художнє життя вже одним фактом свого існування.

### Подальша діяльність митців
Естетичні розбіжності з художниками старшого покоління висловилися і в бажанні реформувати систему художнього навчання, яка багато років існувала в непорушному вигляді. На вересні 1918 р відкрилася «Вільна академія витончених мистецтв» Товариства незалежних художників. Навчання планувалося будувати «за програмою вільних академій Парижа і Мюнхена». На чолі нового підприємства став голова «незалежних» М. Гершенфельд. Серед організаторів і викладачів — імена художників, що входили з самого початку до ядра суспільства: Е. Бострем, М. Лисенка, С. Олесевіч, Н. Скроцкій. Але вже в кінці року з'являється інформація: «Через негаразди, що виникли серед ініціаторів, академії загрожує небезпека закриття». Приблизно стільки ж проіснувала і відкрилася на початку жовтня «Вільна майстерня» під керівництвом А. Нюренберга, навколо якого об'єдналися наймолодші художники, які нерідко ще не вийшли із гімназичного віку.
Революційні катаклізми перервали природній хід подій у всьому, у тому числі й у мистецтві. Щорічні виставки ТПРХ та «незалежніх» в 1919 виявилися останніми як для Товариства Південноруських художників, так і для Суспільства незалежних. Драматичними стали 1919—1920 роки, коли хтось емігрував, хтось помер, а ті, що залишилися, були змушені пристосовуватися до нових вимог.

## Представники

### Теофіл Фраєрман
Почати історію митців «Одеських незалежних» треба з художника, в якого Яков Перемен купив цілих 12 полотен. Він був справжнім авангардистом й бунтарем свого часу: це можна легко прослідити в його біографії. Народившись в 1883 році у багатій єврейській родині, він почав виходити поза рамки прийнятого: вже у віці 14 років він їде до Одеси, де проходить навчання в метра того часу Кіріякі Костанді. Але не зупинившись на загальновизнаних сюжетах, Фраєрман у віці 19 років вирушає у подорож до Мюнхену. Там він навчається в школі Ашбе, а пізніше завітає й до прославленого у той час Парижу. Й навіть залишиться там на 8 років — навчатися, творити й знаходити визнання. Але навіть посада члена журі Осіннього салона не приваблює його — тоді він знову вирушає у подорож. На цей раз вибір падає на Лондон та жити й творити митцю там не судилося.
Теофіл змушений терміново повернутися в Одесу — його мати тяжко хворіє. Подорож до Одеси була схожа на казку, коли думаєш, що залишишся на декілька місяців, але вони перетворюються на 40 років. У 1917 році до Одеси фактично приїжджає вже відомий й сформований художник і саме тоді Фраєрман потрапляє на виставку до «Одеських незалежних». Паризькі знайомства дуже сильно вплинули на живопис митця: ми можемо побачити вплив Сезанна та Матісса, але Теофіл не цурається й здобутків класичного мистецтва.
Живши й викладаючи в Одеському художньому училищі ім. М. Б. Грекова протягом десятків років, у 1949 його звинувачують у космополітизмі й забороняють викладати.
Після цього лише у період відлиги в 1956 році Теофіл починає повертатися до свободи, ідейності й іронії у живопису. Й хоча жити йому залишилося лише один рік — Фраєрман ніби вдруге винаходить себе й робить серію гуашей. Їх можна було побачити на посмертній виставці 1957 рока, в Одесі.

### Амшей Нюренберг
Побачити Амшея Нюренберга в колекції Якова Перемена ми можемо саме завдяки 18 роботам, які купував колекціонер майже 10 років. Амшей був молодшим за Теофіла Фраєрмана — народившись у 1887 році в єврейській родині він із часом теж переїжджає в Одесу. Й по приїзду у 1904 році поступає до майстра Костанді — тогочасного вчителя майже усіх «Одеських незалежних».
Після закінчення навчання Амшей відправиться у Париж — саме там він буде жити у «La Ruche», гуртожитку для емігруючих митців. Тут він познайомиться із Шагалом і вони навіть будуть ділити одну кімнату на двох. Не маючи ані гарячої води, ані опалення, змушені писати роботи при світі гасових ламп — саме тут народиться ніжна дружба між двома модерністами.

А. Нюренберг. Білі паруса.

Повернувшись до Одеси у 1912 році, Нюренберг бере участь у виставках так званого «лівого» мистецтва та у той самий час організує Народні виставки, керує оформленням міста до свята 1 Травня 1919 рока. Відтоді митець покидає Одесу й вирушає до Москви — у епіцентрі подій після 1924 року Амшея затягує соцреалізм.
Але пам'ятаємо ми його зовсім не через період служіння державі. У 1910 році Нюренберга можна було спокійно зарахувати до лав фовістів — у його мистецтві присутні відкриті й насичені кольори, простота форм. Він бачить Гогена й Матісса, після чого кидає виклик вже традиційному на той час мистецтву ТПРХа: його Соломія йде врозріз в якомусь сенсі навіть консервативному живопису південноруських.
Побачити зміни в стилі Амшея ми можемо завдяки наявності у колекції робіт автора за період 10 років. Дослідити як автор рухається від декоративності й плоскості у сторону аналітики та об'ємних форм. Тому що, наприклад, «Білі паруса» випромінюють енергетику кубізму, а ще 4 кубістичні роботи знаходяться в колекції Якова Перемена.
Як казав сам Яков Перемен: «В знак подяки і вдячності за багаторічну допомогу художники вирішили піднести мені оригінальний подарунок на пам'ять: намалювали мій портрет в формі шаржу, який відзначає мою відданість мистецтву». За цю маленьку, але таку індивідуальну й стильну карикатуру, взявся Нюренберг, а потім до нього приєдналися ще близько 20 художників. І хоча зараз ми із вами не можемо побачити усі твори Амшея із колекції, але відчути монументальність й силу його мистецтва можна у музейних зібраннях.

### Сандро Фазіні
Знайомий нам за своїм милозвучним прізвищем, насправді Олександр Файнзильберг був народжений у 1893 році теж у єврейській родині. З самого початку своєї кар'єри Сандро осів в Одесі — він писав вірші, малював карикатури й робив ілюстрації до різних поетичних альманахів. А на виставці «Одеських незалежних» Фазіні показував свій живопис.
Закінчивши Одеське художнє училище, Сандро обирає для себе шлях примітивістського мистецтва. Ми можемо дуже добре прослідити цю тенденцію на картині 1915 року за назвою «У кафе»: солдат із дамою сидять за столиком, вочевидь ведучи мирну бесіду; а на столі стоїть ваза з фруктами — саме такий омаж передає митець Сезанну.
У 1922 році Сандро вирішує змінити місце проживання й емігрує до Парижу. Саме там розквітнуть найяскравіші квітки його творчості — кубістичні натюрморти, безліч виставок та захоплення фотографією. Але одного дня місто окупують німці, а сам Фазіні вмирає в 1944 році в Освенцимі.

## Сучасність
Колекція Якова Перемена, що складалася з робіт «Одеських незалежних» була продана у 2010 році на торгах акційного дома Sotheby's у Нью-Йорку за 1,99 млн доларів. Її купив український бізнесмен Андрій Адамовський.
Інші роботи митців знаходяться в музеях Одеси, Ізраїлі та приватних колекціях.